# Ga Bang Chan MRT

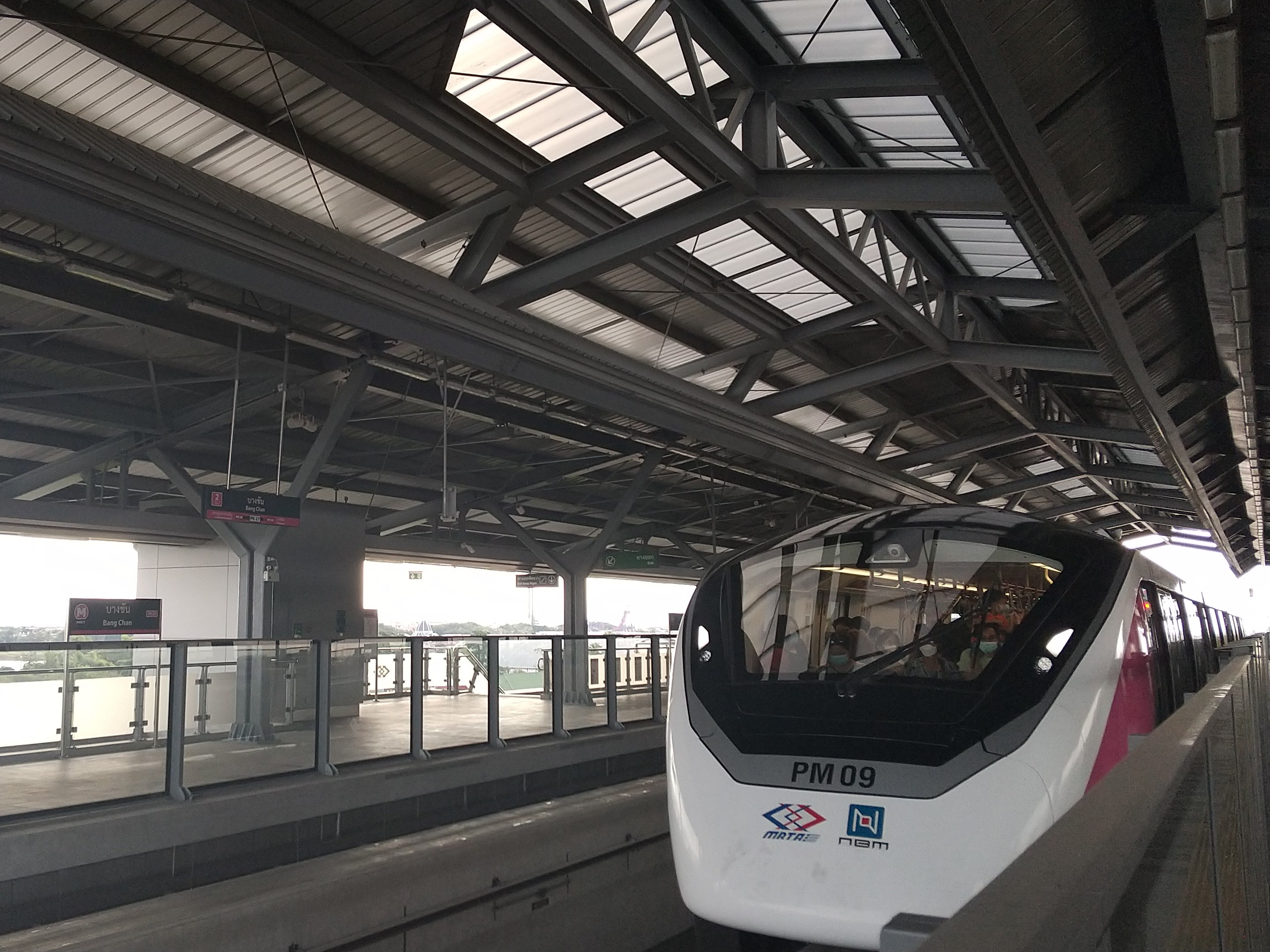
Ke ga

Ga Bang Chan (tiếng Thái: สถานีบางชัน) là một ga Bangkok MRT thuộc Tuyến Hồng. Nhà ga nằm trên Đường Ram Inthra, gần Soi Ram Inthra 115 tại quận Min Buri, Băng Cốc. Nhà ga có 4 lối thoát và phục vụ cho Khu công nghiệp Bang Chan. Mở cửa vào ngày 21 tháng 11 năm 2023 như một phần chạy thử nghiệm toàn tuyến của Tuyến Hồng.